# 桃裕行
桃 裕行（もも ひろゆき、1910年10月14日 - 1986年12月25日）は、日本の歴史学者。東京大学名誉教授。専門は日本古代史。

## 経歴

### 出生から修学期
1910年、東京市四谷区（現・東京都新宿区）で生まれた。東京高等学校尋常科・高等科を経て、東京帝国大学文学部国史学科に進んだ。黒板勝美の「続日本紀」演習を受講したことがきっかけとなり、「上代における学制の研究」を卒業論文のテーマに選んだ。1933年に卒業。

### 日本古代史研究者として
卒業後は、東京帝国大学史料編纂所に勤務。1938年に史料編纂官補に昇格。1954年、東京大学史料編纂所助教授となり、1958年に同教授昇格。1968年からは東京大学史料編纂所所長を務めた。1971年に東京大学を定年退官し、名誉教授となった。退任後は立正大学文学部教授に就任し、1981年まで在職した。
1986年に死去。死去と同時に叙従四位。

## 受賞・栄典
- 1983年：叙勲三等授瑞宝章[1]。
- 1986年：叙従四位。

## 研究内容・業績
専門は日本古代史。東京大学史料編纂所に長く勤務し、『大日本史料』第2編や、大日本古記録の『御堂関白記』『小右記』の校訂・編纂に従事した。教育史、古暦の研究を進めた。

## 著作

### 単著
- 『上代学制の研究』目黒書店(畝傍史学叢書) 1947
  - 再版 吉川弘文館 1983
- 『隣邦史書に現われた日本』(日本史講座 2・古代前期) 中央公論社 1949

### 著作集
- 『桃裕行著作集』(全8巻) 思文閣出版 1988-1994

1. 1巻『上代学制の研究』修訂版
2. 2巻『上代学制論攷』
3. 3巻『武家家訓の研究』
4. 4巻『古記録の研究』上
5. 5巻『古記録の研究』下
6. 6巻『松江藩と洋学の研究』
7. 7巻『暦法の研究』上
8. 8巻『暦法の研究』下

### 編著
- 『北条重時の家訓』(天理図書館古典覆刊 2) 校訂・解説、養徳社 1947
- 『節気表：594年～1872年』私家版 1992

### 共編著
- 『日本上代思潮芸術』(日本歴史全書 14) 家永三郎と共著、三笠書房 1939